# 水市乡
水市乡，是中华人民共和国重庆市黔江区下辖的一个乡镇级行政单位。

## 行政区划
水市乡下辖以下地区：
水市村、大山村、青龙村、新安村、茶园村、关里村、杨柳村和茂溪村。